# Mikrometeorit

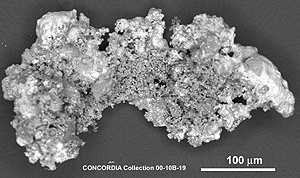
mikrometeorit.jpg

A mikrometeorit egy mikroszkopikus méretű meteorit, amely jellemzően porból vagy apró kőzetdarabokból áll. Ezek a részecskék általában 50 mikrométer és 2 milliméter közötti átmérőjűek, és nagy sebességgel mozognak az űrben. A mikrometeoritok főként üstökösökből és aszteroidákból származnak, de kisebb mértékben űrszemét is hozzájárulhat a Föld körüli mikrometeoroid-populációhoz. Amikor belépnek a Föld légkörébe, a súrlódás hatására felhevülnek, részben vagy egészben elolvadnak és elpárolognak; a nagyobbak közülük meteorként (hullócsillagként) is láthatóvá válhatnak.
A mikrometeoritok fontos információkat hordoznak a Naprendszer korai szakaszairól és kémiai összetételéről; tanulmányozásukkal a tudósok következtetéseket vonhatnak le a bolygók kialakulásáról és a Naprendszer fejlődéséről. Ezek az apró részecskék szerves anyagokat és vizet is tartalmazhatnak, így fontos nyomokat szolgáltathatnak az élet építőköveinek Földre jutásáról.
Bár a mikrometeoritok általában túl kicsik ahhoz, hogy a Föld felszínén közvetlen veszélyt jelentsenek, az űrben veszélyesek lehetnek. Nagy sebességük miatt károsíthatják a műholdak és űreszközök külső felületét, napelemeit vagy műszereit, mikrokrátereket hozva létre.

## Leírás
A mikrometeoritok textúrája változatos, mivel az atmoszférába való belépés során az eredeti szerkezeti és ásványtani összetételük a hevítés mértékétől függően módosul. Ez a hevítés az eredeti sebesség és a belépési szög függvénye. A mikrometeoritok lehetnek olvadatlan részecskék, amelyek nagyrészt megőrzik eredeti ásványtani összetételüket, részlegesen megolvadt részecskék, vagy teljesen megolvadt, jellemzően gömb alakú kozmikus szferulák, amelyek közül sok jelentős tömegveszteséget szenvedett el párolgás útján. Osztályozásuk alapja az összetételük és a légköri hevítés mértéke.
Az MM-ok földön kívüli eredetét a következő mikroanalitikai bizonyítékok támasztják alá:
- A bennük található fémek összetétele gyakran hasonlít a meteoritokban található fémekéhez.
- Egyesek wüsztitet tartalmaznak, egy magas hőmérsékleten képződő vas-oxidot, amely a meteoritok olvadási kérgében is megtalálható.
- Szilikátásványaik fő- és nyomelem-arányai sok esetben megegyeznek bizonyos meteorittípusokéval.
- A vasban gazdag szferulák kozmogén 53Mn izotópja, valamint a kőzetes mikrometeoritokban található kozmogén 10Be, 26Al és nemesgázok (pl. neon) izotóparányai egyértelműen földön kívüli eredetre utalnak.
- Egyes mikrometeoritok pre-szoláris (Naprendszer keletkezése előtti) szemcséket tartalmaznak, és a szénben különösen gazdag (ultrakarbonátos) típusok deutérium/hidrogén arányának magas értéke arra utal, hogy legalábbis egyes összetevőik a Naprendszer kialakulása előtt jöttek létre.[4]

Becslések szerint évente körülbelül 40 000 ± 20 000 tonna kozmikus por éri el a Föld felsőlégkörét, amelyből évente mintegy 5200 tonna éri el a felszínt mikrometeoritok formájában. Ezáltal a mikrometeoritok által a Földre jutó tömeg mintegy százszorosa a nagyobb meteoritok által szállított tömegnek (utóbbit évi kb. 50 tonnára becsülik). Az atmoszférába belépő részecskék hatalmas száma (évente ~1017 darab 10 μm-nél nagyobb részecske) azt jelenti, hogy a Földre hulló mikrometeoritok mintát adnak a Naprendszer portermelő objektumainak széles köréből – aszteroidákból, üstökösökből, sőt valószínűleg a Holdról és a Marsról származó töredékekből is. Az ilyen gyűjtemények elemzése információt nyújt a Földre érkező anyag méreteloszlásáról, összetételéről és a légköri áthaladás hatásairól, míg az egyedi mikrometeoritok részletes vizsgálatai betekintést nyújtanak eredetükbe, a bennük található szén, aminosavak és pre-szoláris szemcsék természetébe.
Kémiai elemzések kimutatták, hogy ősi üledékekből savas oldással kinyert mikroszkopikus kromit- (vagy króm-spinell) kristályok összetétele arra utal, hogy a körülbelül 466 millió évvel ezelőtti ordovícium időszakban a Földre hulló mikrometeoritok között a mainál jóval gyakoribbak voltak a primitív akondritokból származó részecskék, amelyek ma a mikrometeoritoknak kevesebb mint fél százalékát teszik ki.

## Gyűjtési helyszínek
A mikrometeoritokat mélytengeri üledékekből, üledékes kőzetekből és sarki üledékekből gyűjtötték. Korábban a gyűjtés főként a sarki régiók hó- és jégmezőin volt sikeres, mivel más területeken a földi eredetű por nagy mennyisége miatt koncentrációjuk alacsony, és nehezen különíthetők el. 2016-ban azonban felfedeztek egy módszert a mikrometeoritok városi környezetben történő kivonására is.
Óceáni üledékek
Az első, később mikrometeoritként azonosított kozmikus szferulákat mélytengeri üledékekből gyűjtötték az HMS Challenger 1873 és 1876 közötti expedíciója során. 1891-ben Murray és Renard két fő típusba sorolta ezeket: fekete, mágneses gömböcskék (fémes maggal vagy anélkül), valamint barnás, kristályos szerkezetű gömböcskék, amelyeket a kondrumokhoz hasonlítottak. Már 1883-ban felvetették, hogy ezek a gömböcskék földön kívüli eredetűek lehetnek, mivel távoli óceáni területeken találták őket, messze a szárazföldi porszennyezés forrásaitól, nem hasonlítottak az ipari eredetű (pl. kohászati) gömböcskékre, és a bennük talált nikkeltartalmú vas {\displaystyle {\ce {(Fe-Ni)}}} fémes mag összetétele eltért a vulkáni kőzetekben található vasétól. A gömböcskék különösen feldúsultak a lassan ülepedő mélytengeri üledékekben, például a karbonátkompenzációs mélység alatt képződő vörös agyagokban, ami szintén földön kívüli eredetüket támasztotta alá. Az Fe-Ni fémmagot tartalmazó gömböcskék mellett egyes nagyobb (300 μm-nél nagyobb) példányokban platinacsoportbeli fémekben gazdag magot is találtak.
Az HMS Challenger expedíciója óta számos alkalommal gyűjtöttek kozmikus szferulákat óceáni üledékekből, többek között mélytengeri fúrásokból származó magmintákból, illetve speciális mintavevők (pl. doboz- vagy markolós mintavevő) és mágneses vonóhálók segítségével. Egy „Cosmic Muck Rake” (kozmikus iszapgereblye) nevű mágneses vonóháló segítségével például több ezer kozmikus szferulát sikerült kinyerni a csendes-óceáni vörös agyagok felső 10 cm-es rétegéből.
Szárazföldi üledékek
Szárazföldi üledékekben is találhatók mikrometeoritok, különösen az alábbi jellemzőkkel rendelkező mintákban:
- Lassan képződő üledékes kőzetek, például agyagkövek és kemény alapkőzetek.
- Könnyen oldható üledékes kőzetek, például sólerakódások és mészkövek, amelyekből a mikrometeoritok savas oldással kinyerhetők.[12]
- Természetes módon feldúsult üledékek, például sivatagi vagy tengerparti nehézásvány-homokok.

A legidősebb ismert mikrometeoritok (illetve átalakult maradványaik) mintegy 2,7 milliárd évesek; teljesen átalakult vas-oxid gömböcskék formájában maradtak fenn ősi mészkövekben.
Városi mikrometeoritok
Egy 2016-os tanulmány rámutatott, hogy városi környezetben, különösen lapos tetőkön összegyűlt porból is sikeresen kinyerhetők mikrometeoritok. Ezek az „városi” kozmikus szferulák általában fiatalabbak (rövidebb ideje vannak a Földön) és kevésbé mállottak, mint a régebbi üledékekből származó társaik. Amatőr gyűjtők is találhatnak mikrometeoritokat olyan helyeken, ahol a por és üledék felhalmozódik, például tetőkön vagy ereszcsatornákban.
Sarki lerakódások
A sarki régiókban (főként az Antarktiszon) gyűjtött mikrometeoritok általában sokkal jobb állapotban maradnak fenn, mint a legtöbb más környezetből származók. Ezt bizonyítja a részecskék közötti üveges mátrix viszonylagos épsége, a gyakori üveges szferulák, valamint az olvadatlan vagy csak részlegesen olvadt mikrometeoritok nagy aránya, amelyek ritkák vagy hiányoznak a mélytengeri üledékekből származó gyűjteményekből. A sarki régiókban mikrometeoritokat többek között a grönlandi és antarktiszi hótakaróból, kriokonitból (a jégfelszínen összegyűlő sötét por), kék jég területekről, jégfúrásokból származó jégmagokból és közvetlenül a lehulló hóból is gyűjtöttek.

## Mikrometeoritok osztályozása és eredete

### Osztályozás
A meteoritokhoz hasonlóan a mikrometeoritok osztályozása is összetett; a modern meteorit-osztályozást például Krot és munkatársai (2007) foglalták össze egy áttekintő tanulmányban. Az egyes mikrometeoritok hozzárendelése egy adott meteorit-osztályozási csoporthoz kémiai, izotópos és texturális jellemzőik alapos összehasonlítását igényli.

### Üstökös vagy aszteroida eredet
Míg a legtöbb meteorit aszteroidákból származik, a mikrometeoritok eltérő összetétele azt sugallja, hogy azok többsége üstökösökből származik.
A mikrometeoritok kevesebb mint 1%-a akondritos eredetű, és ezek egy része a HED típusú meteoritokhoz hasonlít, amelyek valószínűleg a 4 Vesta kisbolygóról származnak. A mikrometeoritok többsége összetételében a szénkondritokhoz hasonlít, míg a Földre hullott nagyobb meteoritok gyűjteményeiben ez a típus csak a meteoritok körülbelül 3%-át adja. A szénkondritos jellegű mikrometeoritok gyakorisága, szemben a nagyobb meteoritok közötti ritkaságukkal, arra utal, hogy a mikrometeoritok és a nagyobb meteoritok fő forráségitestei eltérőek. Mivel a legtöbb meteorit aszteroidákból származik, alternatív forrásként üstökösök jöhetnek szóba. Az az elképzelés, hogy a mikrometeoritok üstökösökből származhatnak, 1950-ben merült fel.
Korábban az üstökös eredetű por magas (gyakran 25 km/s-ot meghaladó) légköri belépési sebessége miatt kétségesnek tartották, hogy ezek a részecskék túlélhetik-e az áthaladást és mikrometeoritként elérhetik-e a felszínt. Azonban újabb dinamikai modellek szerint a bolygóközi por jelentős része, akár 85%-a is üstökös eredetű lehet. Továbbá a Stardust űrszonda által a Wild 2 üstökös kómájából gyűjtött és Földre visszahozott részecskék elemzése megerősítette, hogy összetételük sok mikrometeoritéval mutat hasonlóságot. Ennek ellenére valószínű, hogy egyes mikrometeoritok aszteroida eredetűek, különösen azok, amelyek a kondrumokat tartalmazó szénkondritokhoz hasonlítanak.

## Földön kívüli mikrometeoritok
A mikrometeoroidok becsapódása hozzájárul a regolit (a szilárd felszínű égitestek törmeléktakarója) kialakulásához és összetételéhez más égitesteken is a Naprendszerben. Mars esetében az éves becsült mikrometeoroid-beáramlás 2700 és 59 000 tonna között van. Ez a becsapódási ráta milliárd évenként nagyságrendileg 1 méter vastagságú, mikrometeorit eredetű anyaggal gazdagíthatja a marsi regolitot. A Viking-program leszállóegységeinek mérései alapján becsülték, hogy a marsi talaj felső rétege jelentős arányban (akár 40%-ban) tartalmazhat meteoritikus eredetű anyagot, a helyi bazaltos kőzetek törmeléke mellett.
A Mars vékonyabb légköre kevésbé fékezi és hevíti a beérkező részecskéket, így a Földhöz képest nagyobb mikrometeoroidok is viszonylag épségben, olvadás nélkül érhetik el a felszínt. Míg a Föld sűrű légkörébe belépő részecskék többsége jelentős átalakuláson megy keresztül (olvadás, párolgás), addig a Mars légkörébe érkező, akár 60–1200 μm átmérőjű mikrometeoroidok jelentős hányada valószínűleg olvadatlan állapotban éri el a felszínt.

## Fordítás
Ez a szócikk részben vagy egészben a Micrometeorite című angol Wikipédia-szócikk fordításán alapul. Az eredeti cikk szerkesztőit annak laptörténete sorolja fel. Ez a jelzés csupán a megfogalmazás eredetét és a szerzői jogokat jelzi, nem szolgál a cikkben szereplő információk forrásmegjelöléseként.